# Heterochemmis
Heterochemmis là một chi nhện trong họ Liocranidae.